# Mark Weber
Mark Edward Weber, född 9 oktober 1951 i Portland, Oregon, USA, är sedan 1995 chef för Institute for Historical Review (IHR), en förintelseförnekande organisation. Har bland annat arbetat som lärare i engelska vid en skola för svarta barn, i Ghana. Weber började arbeta för IHR 1991.